# Neolophonotus feijeni
Neolophonotus feijeni là một loài ruồi trong họ Asilidae. Neolophonotus feijeni được Londt miêu tả năm 1988. Loài này phân bố ở vùng nhiệt đới châu Phi.